# Auguste Brancart
Pour les articles homonymes, voir Brancart.
Auguste Brancart, né Augustin Brancart le 21 juillet 1851 à Lennik-Saint-Quentin (Belgique) et mort après juillet 1909, est un éditeur belge, spécialisé dans une littérature considérée à cette époque comme pornographique.

## Biographie
Augustin Brancart naît en 1851 à Lennik-Saint-Quentin, fils de Jean Baptiste Brancart et de Jeanne Victoire Le Jeune
De 1880 à 1885, Brancart s'établit à Bruxelles comme libraire-éditeur au 4 rue de Loxum, cette échoppe servant bien entendu de couverture. À la suite d'une perquisition de ses locaux par la police, il déménagea avec toute sa famille à Amsterdam où il poursuivit son activité licencieuse toujours sous l'enseigne Imprimerie de la Société Cosmopolite, vendant par correspondance et via des catalogues un nombre important d'ouvrages à travers toute l'Europe. En 1894, il semble s'établir à Anvers. 
Sa production, aujourd'hui en partie identifiée bien que largement clandestine, montre un travail de qualité, qui n'a rien à voir avec les autres publications sous le manteau imprimées à cette époque ou plus tard, du type pulp. 
On lui doit la première édition anglaise (luxueuse et à quelques exemplaires) de Ma vie secrète (My Secret Life), autobiographie sexuelle d'un anonyme, attribuée dès 1962 à Henry Spencer Ashbee par Gershon Legman, mais rien n'est sûr. Citons aussi son édition de Monsieur Vénus de Rachilde (1884), et celle de Venus in India or Love adventures in Hindustan (en) (1889), récit prétendument autobiographique par un officier de l'armée britannique en Inde écrivant sous le pseudonyme de Charles Devereux. Pour les illustrations et les ornementations de certains ouvrages, Brancart fait appel à des artistes comme Jules-Adolphe Chauvet, Frédillo... 
Il est, à la fin du XIXe siècle, l'un des éditeurs les plus importants du genre, flambeau que perpétua entre autres Charles Carrington. 
Durant toute sa vie professionnelle, il est traqué en tant qu'éditeur de livres qualifiés d'« obscènes, contraire aux bonnes mœurs » et est qualifié de « pornographe ». Il écope de nombreuses condamnations, jusque dans les années 1900 : il est notamment jugé par contumace en 1905 par la cour d'assises du Brabant ; puis en 1909 par la onzième chambre correctionnelle de Paris, qui le condamne à 18 mois de prison.